# José Ignacio Nogués
José Ignacio Nogués Jarne (Barcellona, 24 luglio 1995) è un cestista spagnolo.